# 1890

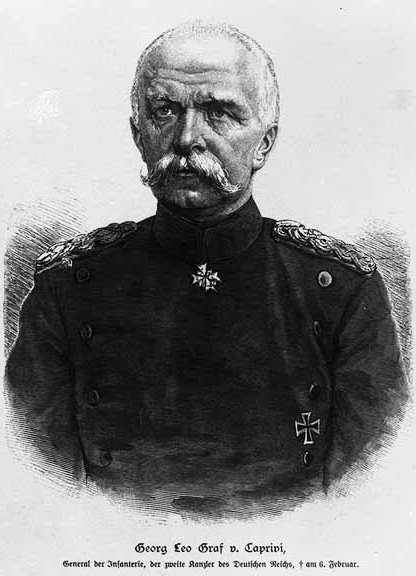
Leo von Caprivi (Foto: Koloniales Bildarchiv in Frankfurt a. Main)

Het jaar 1890 is het 90e jaar in de 19e eeuw volgens de christelijke jaartelling.

## Gebeurtenissen
januari
- 11 - De Britse regering stelt Portugal voor een ultimatum wat betreft de Portugese aanwezigheid in Afrika.

februari
- 20 - De Amsterdamse Stadsschouwburg brandt af. Een foto de volgende dag in de Amsterdamsche Courant is (voor zover bekend) de eerste actuele nieuwsfoto in een Nederlands blad.
- 20 tot 6 maart - Bill Cody en zijn Wild West Show treden met groot succes op in Rome en worden ontvangen door de paus.

maart
- 10 - Opening van Forth Bridge, een spoorbrug over de Firth of Forth die het graafschap Fife verbindt met Edinburgh.
- 20 - Otto von Bismarck wordt ontslagen als Duits rijkskanselier door keizer Wilhelm II en vervangen door Leo von Caprivi.

april
- 6 - Inname van Ségou. Frankrijk verovert het dal van de Niger.

mei
- 1 - De eerste viering vindt plaats van het feest van de Arbeid, dat door het internationale Socialistisch Congres van Parijs vorig jaar op 14 juli plaatsvond, werd vastgelegd op 1 mei.

juni
- 12 - In Nederland dient minister De Savornin Lohman een ontwerp-wetswijziging in, waardoor bezwaarde ouders vrijstelling zouden kunnen krijgen van het verplichte pokkenbriefje. Alleen zijn eigen Anti-Revolutionaire Partij steunt het voorstel, zodat het wordt verworpen.
- 14 - De sultan van Bangassou sluit een overeenkomst met de Belgische kapitein Alphonse Vangèle waardoor zijn koninkrijk een deel wordt van de Congo-Vrijstaat van Leopold II. Zo wordt Leopolds privékolonie groter en krijgt hij enorme hoeveelheden ivoor in handen. In ruil krijgt de sultan van Bangassou 1500 Belgische vuurwapens om zijn leger te versterken.
- 16 - Oprichting van de Nederlandsche Maatschappij tot Exploitatie van Petroleumbronnen in Nederlandsch-Indië.

juli
- 1 - Zanzibarverdrag: Duitsland ziet af van aanspraken op bepaalde gebieden in Afrika (onder meer Zanzibar) en krijgt Helgoland.
- 2 - De grote Europese mogendheden ondertekenen de Conventie van Brussel tegen de Arabische slavenhandel in Afrika.
- 3 - Idaho wordt een staat van de Verenigde Staten.
- 10 - Wyoming wordt een staat van de Verenigde Staten.
- 20 - De Belgische Boerenbond wordt opgericht te Leuven. Voorzitter wordt Joris Helleputte.

augustus
- 5 - Overeenkomst tussen de Fransen en de Britten over Madagaskar en Zanzibar.
- 6 - William Kemmler sterft als eerste mens op de elektrische stoel.
- 9 - In Suriname arriveren de zeeschepen Prins Alexander en Prins Willem II met aan boord de eerste door de Nederlandse Handelsmaatschappij aangeworven Javaanse contract-arbeiders.
- 24 - Oprichting van het Korps Koloniale Reserve in Nijmegen.

september
- 7 - De eerste officiële wedstrijd van de Nederlandse kegelbond wordt gehouden in sociëteit "De Phoenix" te Haarlem. 26 vijftallen uit 17 clubs doen mee aan deze wedstrijd.
- 25 - Het Amerikaans Congres richt in Californië het Sequoia National Park op.

oktober
- 1 - Het Amerikaans Congres richt in Californië de nationale parken Yosemite en General Grant (het huidige Kings Canyon National Park) op.
- 6 - Het polygaam huwelijk wordt afgeschaft in de mormoonse kerk.
- 15 - De Langstraatspoorlijn is voltooid met de aansluiting op station 's-Hertogenbosch.
- 29 - De Staten-Generaal, in verenigde vergadering bijeen, verklaren de Nederlandse koning Willem III wegens ziekte buiten staat de regering waar te nemen.

november
- 14 - Koningin Emma wordt tot regentes benoemd voor haar zieke echtgenoot, koning Willem III.
- 23 - Koning Willem III overlijdt. Wilhelmina wordt op 10-jarige leeftijd Koningin der Nederlanden onder regentschap van haar moeder koningin Emma.
- 23 - Einde van de personele unie tussen Nederland en het Groothertogdom Luxemburg, dat geen opvolging in vrouwelijke lijn kent. Groothertog wordt de gewezen hertog van Nassau Adolf, oom van Emma en hoofd van een andere tak van het Huis Nassau.
- 29 - In Japan komt de volksvertegenwoordiging voor het eerst bijeen (zie Meiji-restauratie).

december
- 18 - De City & South London Railway, de eerste "echte" (elektrische) metrolijn van de wereld, opent zijn deuren voor het publiek.
- 21 - Pim Mulier schaatst op eigen gelegenheid langs de elf Friese steden en schrijft later:"Zelden heb ik zo'n prettige dag gehad".
- 29 - De Zevende Cavalerie van de Verenigde Staten richt een massaslachting aan onder de Lakota bij Wounded Knee (South Dakota).
- 29 - West-Australië wordt een zelfbesturende kolonie met John Forrest als premier.

zonder datum
- Sluiting van de strafkolonie Ommerschans (zie Maatschappij van Weldadigheid).
- Oprichting van de Faculteit Landbouwkundige en Toegepaste Biologische Wetenschappen van de K.U.Leuven.
- Bij de volkstelling in de USA wordt de ponskaart ingevoerd door Herman Hollerith, de grondlegger van de latere maatschappij IBM.
- William James schrijft The Principles of Psychology.
- Het bewijs van de vierkleurenstelling blijkt onjuist te zijn.
- Het plimsollmerk komt in gebruik op alle Britse zeeschepen.
- La Vigne Rouge wordt als enige van Vincent van Goghs schilderijen tijdens zijn leven verkocht.
- Henri de Toulouse-Lautrec ontwerpt een beroemd geworden affiche voor de net opgerichte Moulin Rouge.
- Oprichting van de Koninklijke Nederlandse Petroleum Maatschappij.
- Voor de Iroquois in de VS worden reservaten ingericht.
- De term Zionisme wordt voor het eerst gebruikt.
- Wight wordt een apart graafschap, onafhankelijk van Hampshire.
- De Mormonen schaffen onder druk van de Verenigde Staten van Amerika de polygamie af.

## Muziek
- 15 januari - In Sint-Petersburg gaat het ballet De Schone Slaapster in première.
- 4 maart: Solefaldssang van Ole Olsen is voor het eerst te horen.
- 17 mei: Première van de opera Cavalleria rusticana van Pietro Mascagni in Rome.
- De Spaanse componist Isaac Albéniz componeert de Suite España voor piano.
- Claude Debussy componeert Rêverie en de Suite bergamasque

## Beeldende kunst

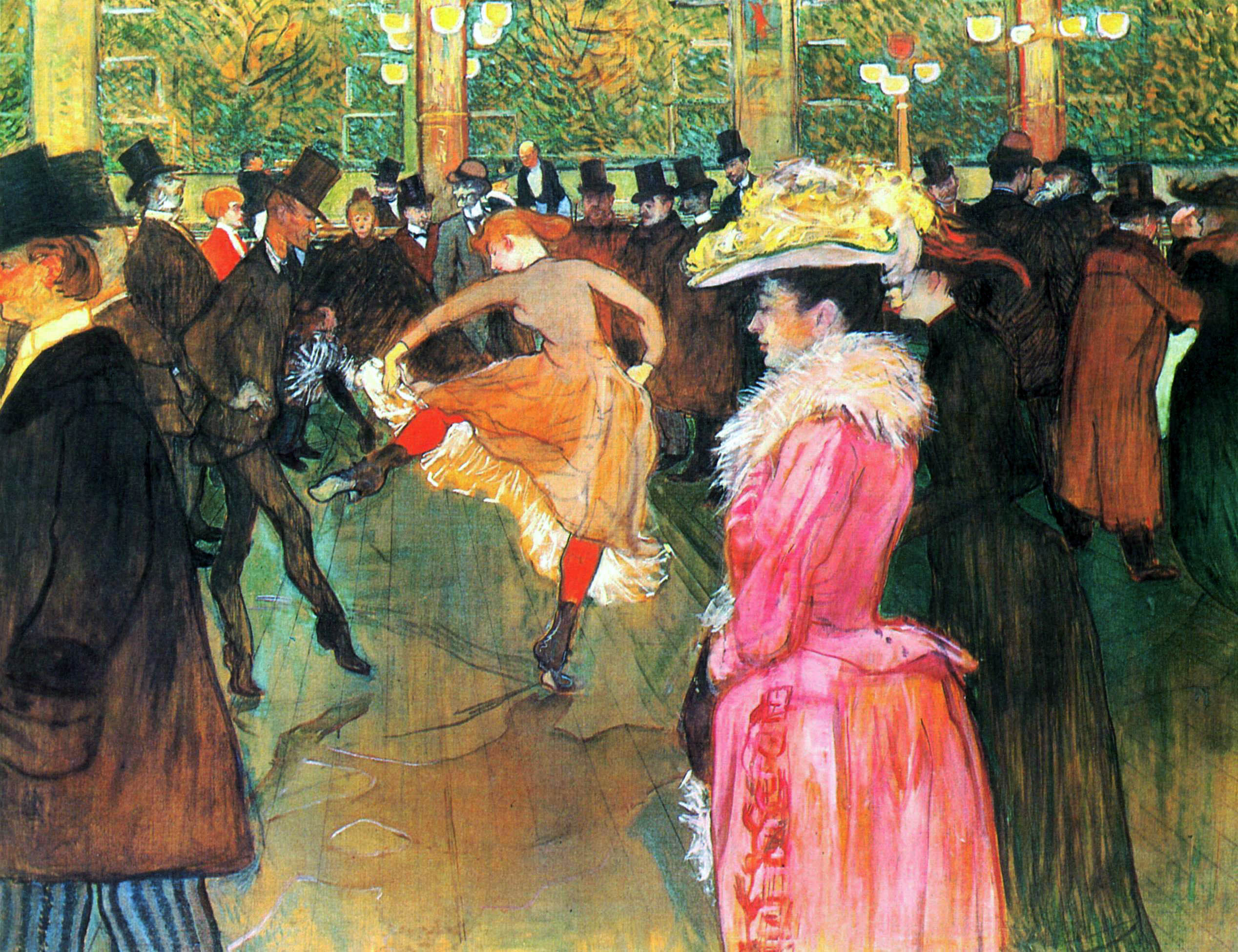
La Danse au Moulin Rouge (1890) Henri de Toulouse-Lautrec, Philadelphia Museum of Art
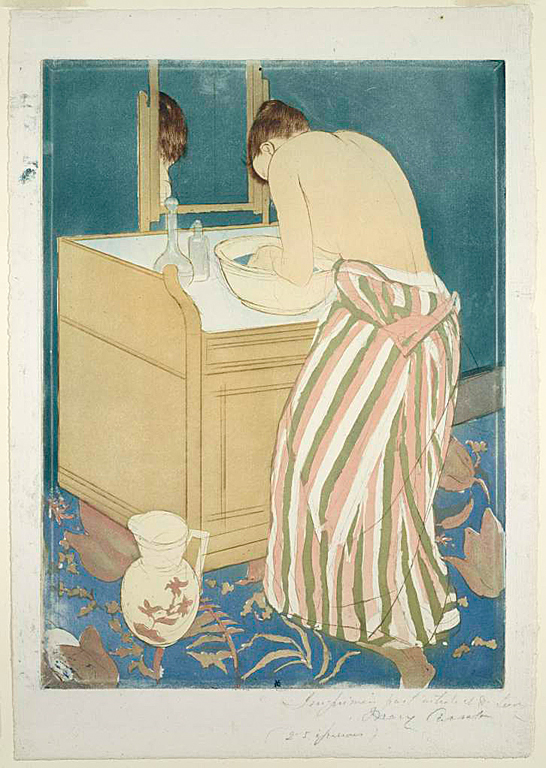
Het bad (1890) Mary Cassatt, Art Institute of Chicago
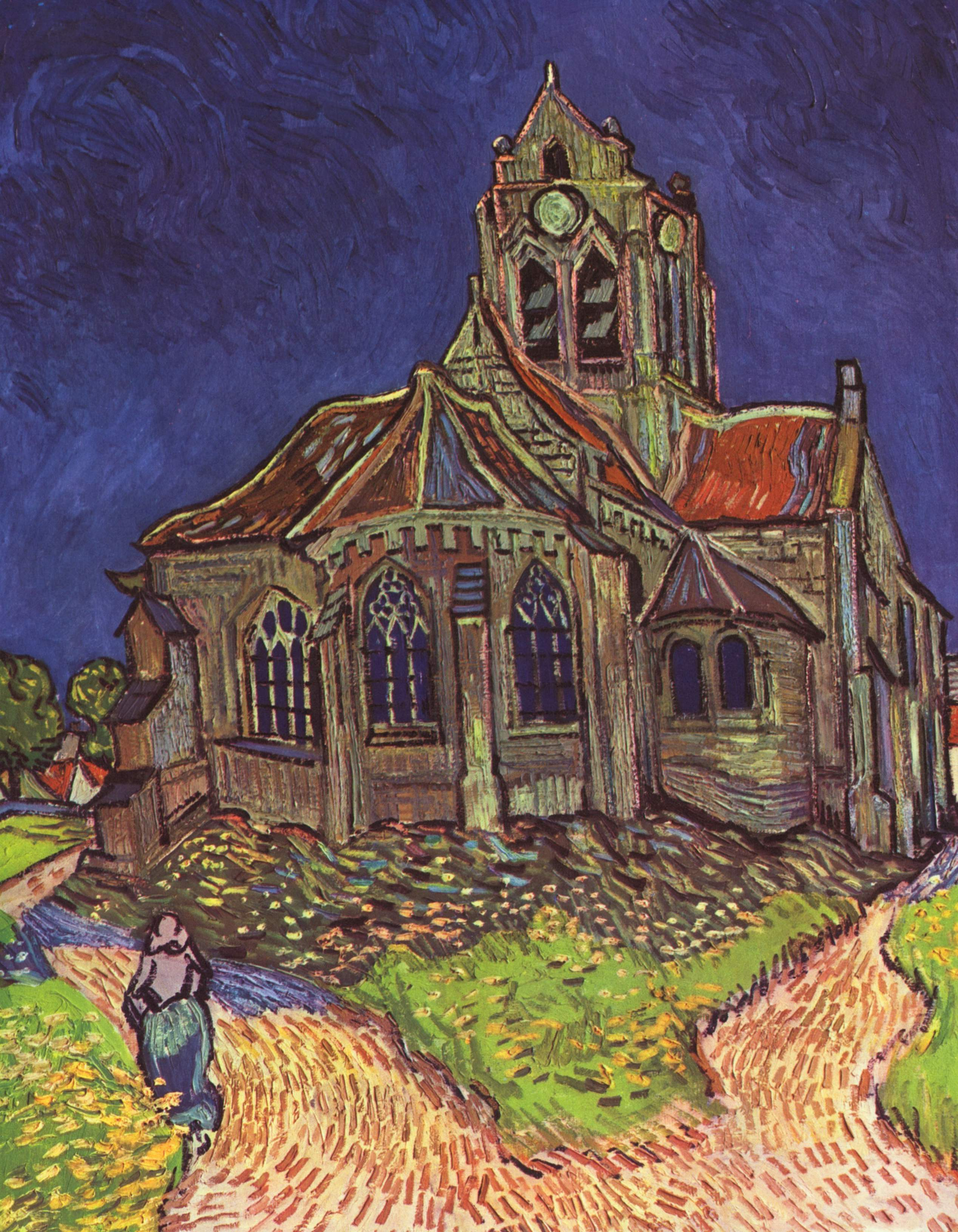
De kerk van Auvers-sur-Oise (1890) Vincent van Gogh, Musée d'Orsay

## Bouwkunst

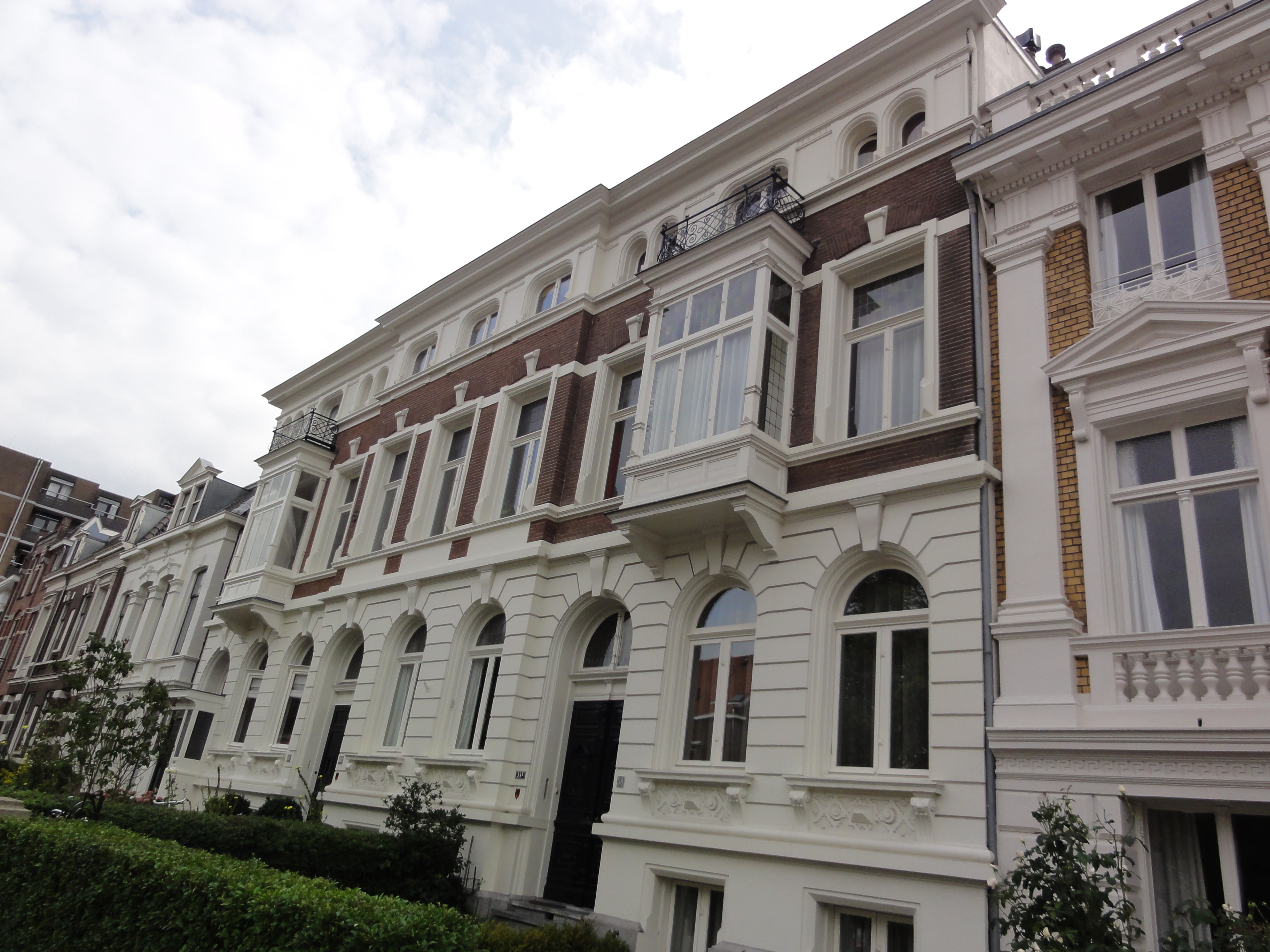
Herenhuizen Nijmegen (1890) Bert Brouwer
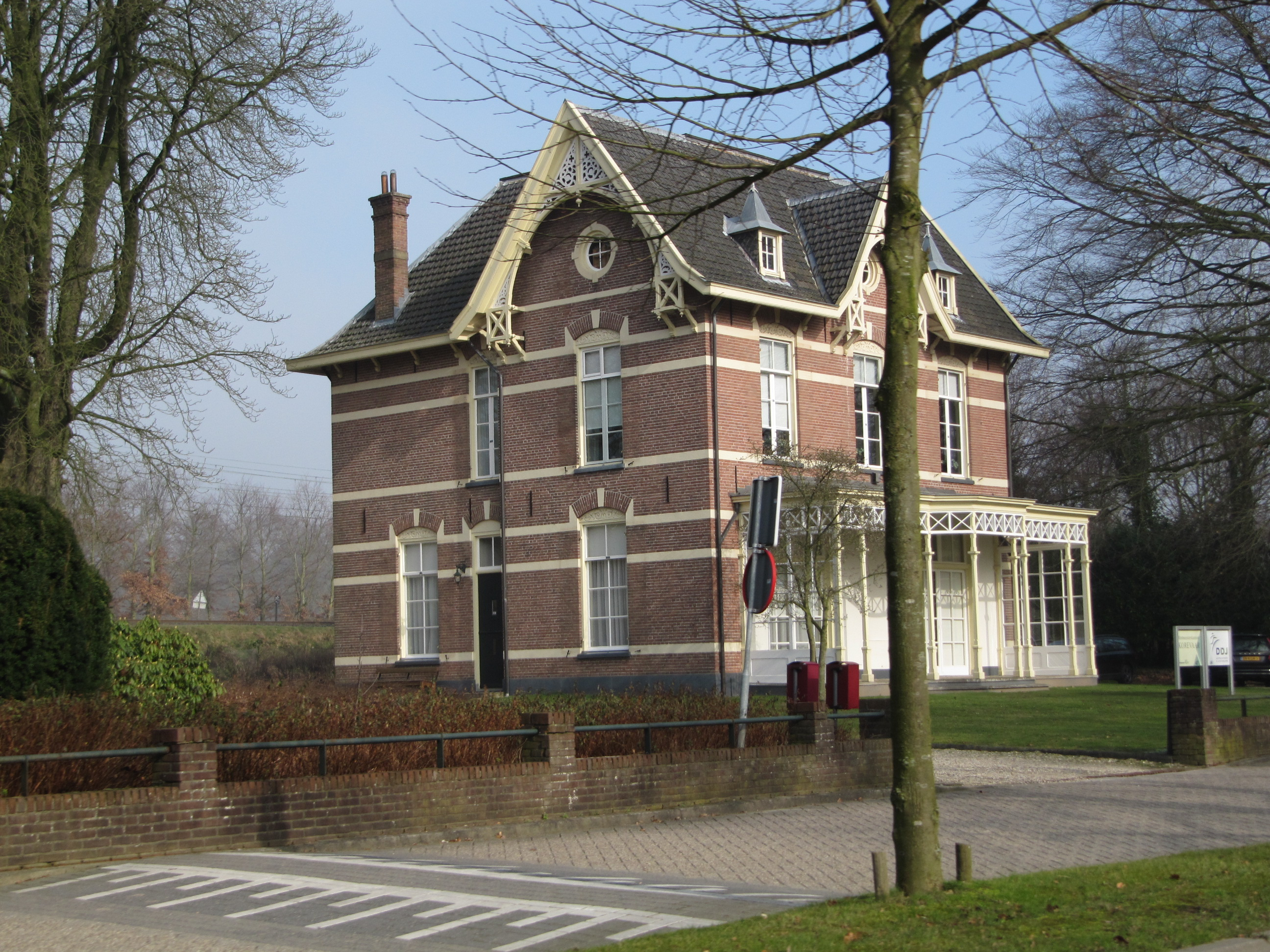
Notariswoning, Ellecom (1890)

## Geboren

### januari
- 1 - Anton Melik, Sloveens geograaf (overleden 1966)
- 1 - Alphonse Six, Belgisch voetballer (overleden 1914)
- 4 - Victor Lustig, oplichter uit Bohemen (overleden 1947)
- 4 - Pierre Nijs, Belgisch waterpoloër (overleden 1939)
- 4 - Wilhelmine Siefkes, Duits schrijfster (overleden 1984)
- 6 - Freddy (Leon Aelter), Belgisch atleet (overleden ?)
- 8 - Adrianus Remiëns, Nederlands kunstenaar (overleden 1972)
- 9 - Karel Čapek, Tsjechisch schrijver (overleden 1938)
- 9 - Kurt Tucholsky, Duits journalist en satiricus (overleden 1935)
- 11 - Adolf Kristoffer Nielsen, Noors componist (overleden 1960)
- 19 - Elmer Niklander, Fins atleet (overleden 1942)
- 19 - Ferruccio Parri, Italiaans politicus (overleden 1981)
- 20 - Rudolf Ahorn, Duits voetballer (overleden 1914)
- 22 - Henk van Leeuwen van Oudewater, Nederlands kunstschilder en tekenaar (overleden 1972)
- 23 - Pieter Klaver, Nederlands voorganger, zendeling en leider van de Nederlandse Pinksterbeweging (overleden 1970)
- 27 - Gerard de Kruijff, Nederlands ruiter (overleden 1968)
- 31 - Vincent Willem van Gogh, Nederlands ingenieur (overleden 1978)

### februari
- 2 - Agnes Marion Ayre, Newfoundlands plantkundige, kunstenares, auteur en feministe (overleden 1940)
- 3 - George Horine, Amerikaans atleet (overleden 1948)
- 9 - Jacobus Johannes Pieter Oud, Nederlands architect (overleden 1963)
- 14 - Nina Hamnett, Brits artieste (overleden 1956)
- 17 - Ronald Aylmer Fisher, Brits statisticus, geneticus en evolutiebioloog (overleden 1962)
- 20 - Alma Richards, Amerikaans atleet (overleden 1963)
- 23 - Amoene van Haersolte, Nederlands schrijfster (overleden 1952)

### maart
- 2 - Oscar Egg, Zwitsers wielrenner (overleden 1961)
- 8 - Oswald von Nell-Breuning, Duits jezuïet, theoloog en filosoof (overleden 1991)
- 9 - Vjatsjeslav Molotov, Russisch politicus (overleden 1986)
- 15 - Angèle Sydow, Pools-Nederlands danseres (overleden 1960)
- 18 - Gerard van der Leeuw, Nederlands predikant, godsdiensthistoricus en minister (overleden 1950)
- 20 - Beniamino Gigli, Italiaans opera-tenor (overleden 1957)
- 25 - Knut Stenborg, Zweeds atleet (overleden 1946)
- 31 - Benjamin Adams, Amerikaans atleet (overleden 1961)
- 31 - William Lawrence Bragg, Engels natuurkundige (overleden 1971)

### april
- 6 - Anthony Fokker, Nederlands luchtvaartpionier en -ondernemer (overleden 1939)
- 7 - Paul Berth, Deens voetballer (overleden 1969)
- 11 - Felix von Heijden, Nederlands voetballer en burgemeester (overleden 1982)
- 15 - Jakob van Domselaer, Nederlands componist (overleden 1960)
- 19 - Lou Bandy, Nederlands kleinkunstenaar (overleden 1959)
- 21 - Marc Wright, Amerikaans atleet (overleden 1975)
- 26 - Edgar Kennedy, Amerikaans komisch acteur (overleden in 1948)

### mei
- 2 - Luiz Fabbi, Italo-Braziliaans voetballer (overleden 1966)
- 7 - Huug de Groot, Nederlands voetballer (overleden 1957)
- 9 - Abraham Kaper, Nederlands politieagent, collaborateur en veroordeeld oorlogsmisdadiger (overleden 1949)
- 10 - Alfred Jodl, Duits generaal (overleden 1946)
- 12 - Kurt Student, Duits generaal (overleden 1978)
- 13 - Marcel Caron, Belgisch kunstschilder (overleden 1961)
- 19 - Hồ Chí Minh, Noord-Vietnamees president (overleden 1969)
- 21 - Albert van Raalte, Nederlands dirigent (overleden 1952)
- 27 - Jozef Holthof, Vlaams priester (overleden 1960)

### juni

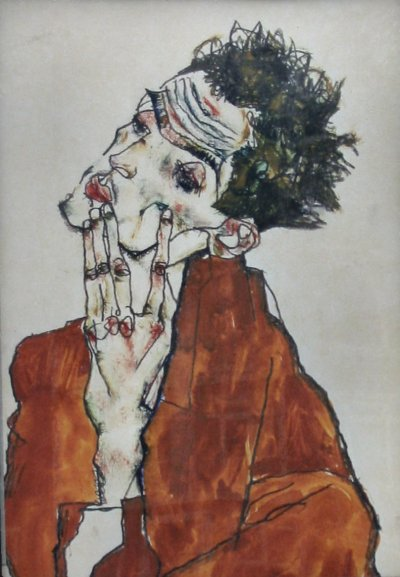
Zelfportret van Egon Schiele
12 juni

- 5 - Gilbert Stanley Underwood, Amerikaans architect (overleden 1960 of 1961)
- 9 - Heinz Hellmich, Duits generaal (overleden 1944)
- 12 - Egon Schiele, Oostenrijks expressionistisch schilder (overleden 1918)
- 14 - Basilio Sarmiento, Filipijns dichter (overleden 1970)
- 14 - Bror Wiberg, Fins voetballer (overleden 1935)
- 16 - Stan Laurel, Brits komiek en acteur, helft van het duo Laurel & Hardy (overleden 1965)
- 17 - Henk Janssen, Nederlands touwtrekker (overleden 1969)
- 29 - Henny van Andel-Schipper, oudste Nederlander ooit en was vanaf 29 mei 2004 de oudste persoon ter wereld (overleden 2005)
- 30 - Paul Boffa, Maltees politicus (overleden 1962)
- 30 - Henri Nolen, Nederlands hoogleraar en bestuurder (overleden 1986)
- 30 - Frans van der Togt, Nederlands architect (overleden 1957)

### juli
- 11 - Béla Miklós, Hongaars generaal en staatsman (overleden 1948)
- 14 - Ossip Zadkine, Russisch beeldend kunstenaar (overleden 1967)
- 17 - Alie Smeding, Nederlands romanschrijfster (overleden 1938)
- 20 - George II van Griekenland (overleden 1947)
- 22 - Rose Fitzgerald Kennedy, Amerikaans matriarch van de familie Kennedy (overleden 1995)
- 24 - Guillermo Tolentino, Filipijns beeldbouwer (overleden 1976)
- 27 - Armas Taipale, Fins atleet (overleden 1976)
- 28 - Arthur De Laender, Belgisch atleet (overleden 1966)

### augustus
- 2 - Pauline Hall, Noors componist (overleden 1969)
- 2 - Marin Sais, Amerikaans actrice (overleden 1971)
- 5 - Jose Avelino, Filipijns politicus (overleden 1986)
- 9 - André Rossignol, Frans autocoureur (overleden 1960)
- 10 - Joseph Sylvester (Menthol), Hengelose zakenman (overleden 1955)
- 15 - Elizabeth Bolden, een van de oudste mensen aller tijden (overleden 2006)
- 20 - Howard Phillips Lovecraft, Amerikaans schrijver (overleden 1937)
- 21 - Wim Bekkers, Nederlands touwtrekker (overleden 1957)
- 23 - May Harrison, Brits violiste (overleden 1959)
- 24 - Duke Kahanamoku, Amerikaans zwemmer en meervoudig olympisch kampioen (overleden 1968)
- 27 - André Devaere, Belgisch pianist en componist (overleden 1914)
- 27 -  Man Ray (Emmanuel Radnitzky) (overleden 1976)
- 28 - Gustaf Dyrsch, Zweeds ruiter (overleden 1974)

### september
- 4 - Gerrit Roorda, Nederlands communist (overleden 1977)
- 9 - Kurt Lewin, Duits psycholoog (overleden 1947)
- 9 - Harland Sanders, Amerikaans fastfood-ondernemer (Kentucky Fried Chicken) (overleden 1980)
- 10 - Franz Werfel, Oostenrijks schrijver (overleden 1945)
- 15 - Agatha Christie, Engels detectiveschrijfster (overleden 1976)
- 20 - Jelly Roll Morton, Amerikaans pianist (overleden 1941)
- 20- Erwin Gohrbandt, medicus en hoogleraar (overleden 1965)
- 23 - Friedrich Paulus, Duits generaal (overleden 1957)

### oktober
- 2 - Groucho Marx, Amerikaans komiek (overleden 1977)
- 6 - Jan Grijseels sr., Nederlands atleet (overleden 1961)
- 8 - Edward Rickenbacker, Amerikaans gevechtsvlieger (overleden 1973)
- 12 - Luís de Freitas Branco, Portugees componist (overleden 1955)
- 14 - Dwight D. Eisenhower, Amerikaans opperbevelhebber in WOII en 34ste president Verenigde Staten (overleden 1969)
- 16 - Michael Collins, Iers patriot (overleden 1922)
- 16 - Maria Goretti, heilige van de Rooms-Katholieke kerk (overleden 1902)
- 16 - Paul Strand, Amerikaans fotograaf (overleden 1976)
- 21 - Jacques Hurks, Nederlands architect (overleden 1977)
- 25 - Kōtarō Tanaka, Japans rechtsgeleerde, politicus en rechter (overleden 1974)
- 29 - Hans-Valentin Hube, Duits generaal (overleden 1944)

### november
- 2 - Hendrik Borginon, Vlaams politicus en advocaat (overleden 1985)
- 10 - Carl Borgward, Duits autobouwer en zakenman (overleden 1963)
- 14 - Jacques Davidson, Nederlands schaker (overleden 1969)
- 16 - Elpidio Quirino, Filipijns president (overleden 1956)
- 22 - Charles de Gaulle, Frans generaal en president (overleden 1970)
- 22 - Willem van Maanen, Nederlands hoogleraar Engelse taal- en letterkunde (overleden 1989)
- 22 - Marcel Perrière, Zwitsers wielrenner (overleden 1966)
- 24 - Jack Hamel, Nederlands kunstschilder en acteur (overleden 1951)

### december
- 5 - Fritz Lang, Oostenrijks-Amerikaans filmregisseur (overleden 1976)
- 6 - Wilhelm Noë, Duits voetballer (overleden 1956)
- 6 - Rudolf Schlichter, Duits schilder (overleden 1955)
- 8 - Bohuslav Martinů, Tsjechisch componist (overleden 1959)
- 12 - Miguel Cuaderno sr., Filipijns minister en gouverneur van de Filipijnse centrale bank (overleden 1975)
- 13 - Omer Smet, Belgisch atleet (overleden 1984)
- 18 - Edward Poppe, Vlaams priester en zalige (overleden 1924)
- 19 - Klaas Schilder, Nederlands theoloog en verzetsstrijder (overleden 1952)
- 21 - Hermann Joseph Muller, Amerikaans geneticus en Nobelprijswinnaar (overleden 1967)
- 26 - Jozef Cantré, Belgisch kunstenaar (overleden 1957)
- 26 - Percy Hodge, Brits atleet (overleden 1967)
- 27 - Jean Rossius, Belgisch wielrenner (overleden 1966)

## Overleden
januari

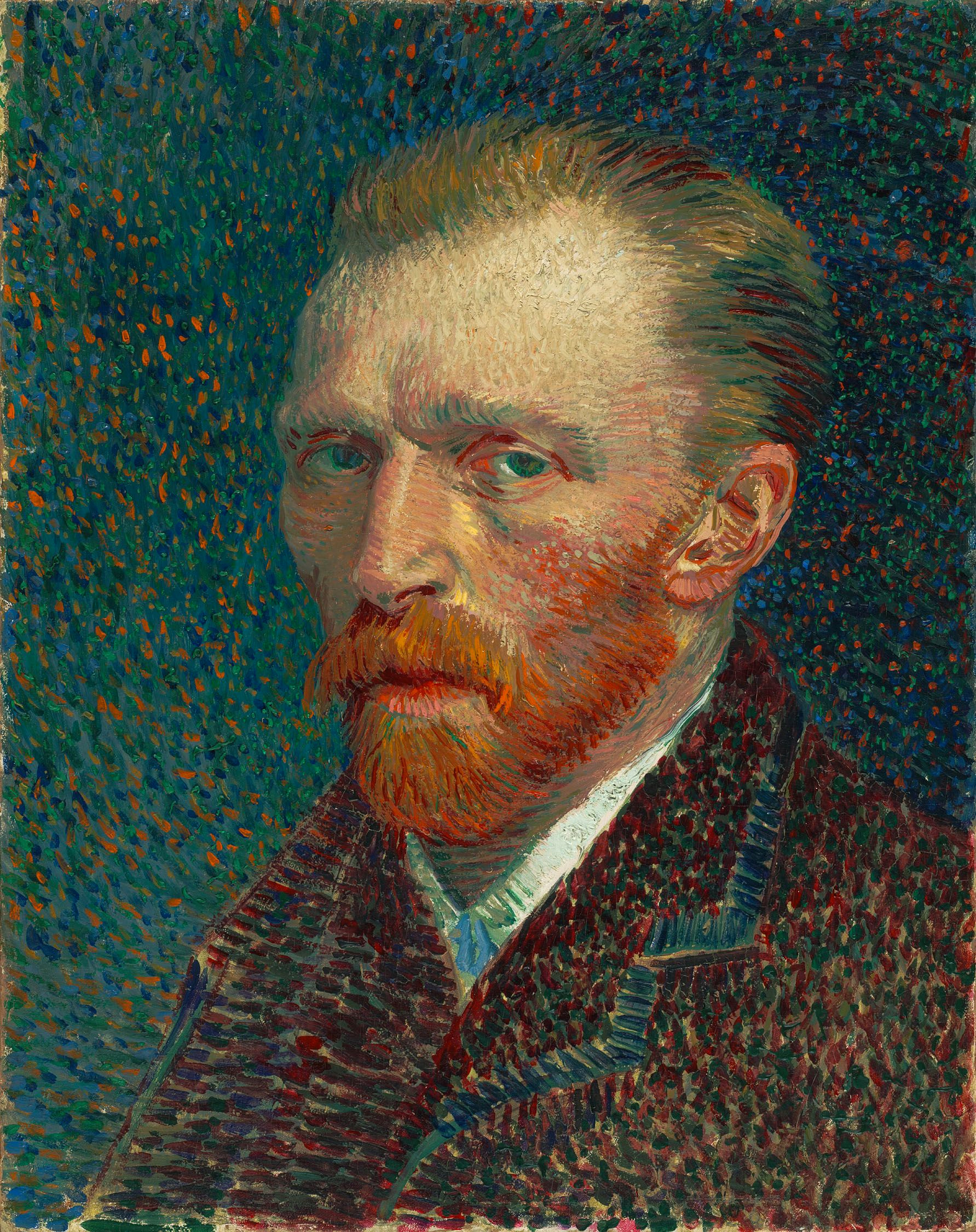
Zelfportret Vincent van Gogh
29 juli

- 1 - Arnold Damen (74), Nederlands missionaris in de VS
- 18 - Mariano Guadalupe Vallejo (82), Mexicaans-Amerikaans militair en politicus
- 20 - Franz Lachner (86), Duits componist, dirigent en organist

februari
- 3 - Christophorus Buys Ballot (72), Nederlands meteoroloog, wis- en natuurkundige
- 8 - Herman van Cappelle (64), Nederlands medicus
- 13 - Hendrik Jacob van der Heim (66), Nederlands politicus

april
- 1 - Joseph Jessurun de Mesquita (24), Nederlands fotograaf

mei
- 7 - James Nasmyth (81), Schots ingenieur en uitvinder van de stoomhamer
- 23 - Louis Artan (53), Nederlands schilder

juli
- 6 - Thomas Helmore (79), Brits componist en koorleider
- 13 - Johann Voldemar Jannsen (71), Estisch journalist en dichter
- 29 - Vincent van Gogh (37), Nederlands schilder

augustus
- 6 - William Kemmler (30), Amerikaans moordenaar
- 11 - John Henry Newman (89), Engels theoloog, bekeerling tot het katholieke geloof en kardinaal
- 19 - Jose Maria Panganiban (27), Filipijns schrijver en patriot

september
- 23 - Lorenz von Stein (74), Duits econoom en socioloog

oktober
- 26 - Carlo Collodi (63), Italiaans schrijver en geestelijk vader van Pinocchio

november
- 8 - César Franck (67), componist
- 23 - Koning Willem III (73), Koning der Nederlanden

december
- 15 - Sitting Bull (59), Sioux-leider
- 21 - Niels Gade (73), Deens componist
- 26 - Heinrich Schliemann (68), Duits archeoloog, ontdekker van Troje
- 27 - Aeilko Zijlker (50), Nederlands ondernemer

## Weerextremen in België
- 7 januari: hoogste maximumtemperatuur ooit op deze dag: 12,3 °C.
- februari: februari met laagste neerslagtotaal: 5,4 mm (normaal 52,9 mm).
- 2 maart: laagste etmaalgemiddelde temperatuur ooit op deze dag: −5,9 °C en laagste minimumtemperatuur: −9,1 °C.
- 3 maart: laagste etmaalgemiddelde temperatuur ooit op deze dag: −6,9 °C en laagste minimumtemperatuur: −10,7 °C.
- 4 maart: laagste minimumtemperatuur ooit op deze dag: −10,5 °C.
- 19 maart: hoogste etmaalsom van de neerslag ooit op deze dag: 21.5 mm.
- 18 mei: hoogste etmaalsom van de neerslag ooit op deze dag: 34,4 mm.
- 10 augustus: hoogste etmaalsom van de neerslag ooit op deze dag: 44,4 mm.
- 31 augustus: laagste etmaalgemiddelde temperatuur ooit op deze dag: 10,5 °C.
- augustus: augustus met hoogste relatieve vochtigheid: 88 % (normaal 79,4 %).
- 1 september: laagste etmaalgemiddelde temperatuur ooit op deze dag: 10,8 °C en laagste minimumtemperatuur: 5,9 °C.
- 2 september: laagste minimumtemperatuur ooit op deze dag: 5,6 °C.
- 16 oktober: hoogste etmaalsom van de neerslag ooit op deze dag: 18,2 mm.
- 22 oktober: laagste etmaalgemiddelde temperatuur ooit op deze dag: 2,6 °C.
- 22 november: hoogste etmaalsom van de neerslag ooit op deze dag: 22,1 mm.
- 24 november: hoogste etmaalsom van de neerslag ooit op deze dag: 15,5 mm.
- 27 november: laagste etmaalgemiddelde temperatuur ooit op deze dag: −9,1 °C en laagste minimumtemperatuur: −12,3 °C. Dit is de koudste dag ooit in de maand november.
- 28 november: laagste etmaalgemiddelde temperatuur ooit op deze dag: −8,4 °C en laagste minimumtemperatuur: −11,2 °C.
- 29 november: laagste etmaalgemiddelde temperatuur ooit op deze dag: −5,8 °C en laagste minimumtemperatuur: −9,8 °C.
- 1 december: laagste minimumtemperatuur ooit op deze dag: −7,6 °C.
- 16 december: laagste etmaalgemiddelde temperatuur ooit op deze dag: −9,3 °C en laagste minimumtemperatuur: −12,4 °C.
- 29 december: laagste etmaalgemiddelde temperatuur ooit op deze dag: −10,7 °C.
- december: december met laagst aantal neerslagdagen: 6 (normaal 20).

Bron: KMI Gegevens Ukkel 1901-2003  met aanvullingen 